# Президент Словенії

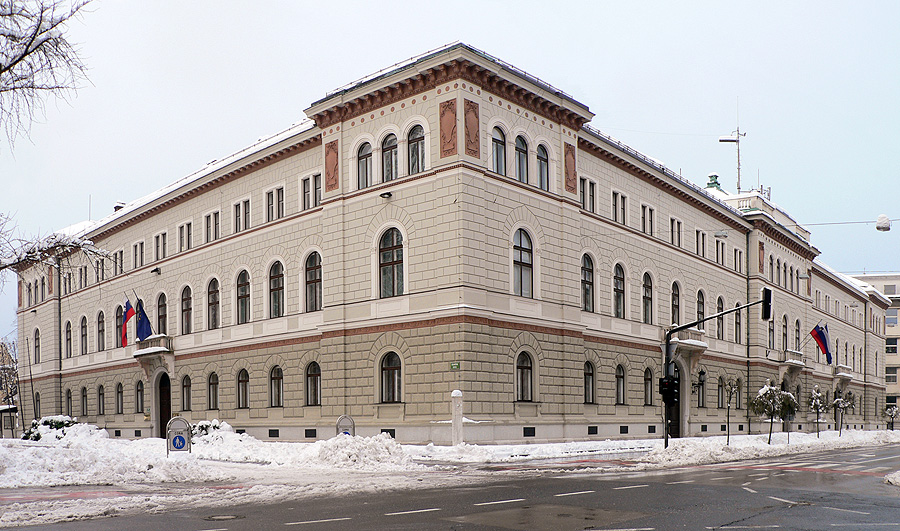
Президентський палац в Любляні

Президент Республіки Словенія — вища державна посада Республіки Словенія, є верховним головнокомандувачем збройних сил. Обирається загальним голосуванням на п'ятирічний термін.

## Повноваження
Словенія є парламентською державою, тому функції президента обмежені. До основних з них відносяться:
- призначення вибори до Державних зборів;
- проголошення законів;
- призначення державних службовців у випадках, встановлених законом;
- призначення та звільнення з посади повноважних послів і посланників Словенії і прийняття вірчі грамоти іноземних дипломатичних представників;
- видання грамот про ратифікацію;
- прийняття рішення про помилування;
- твір нагороджень і присвоєння почесних звань;
- пропозиція Державним зборам кандидатуру Голови Уряду;
- розпуск Державних зборів у разі необрання їм Голови Уряду;
- у випадках, коли Державні збори не можуть зібратися на засідання у зв'язку з надзвичайним станом або станом війни, президент республіки може за пропозицією Уряду видавати укази, що мають силу закону, представляючи їх на першому засіданні парламенту до затвердження.

За запитом Державних зборів президент повинен висловити думку з конкретного питання.